# Медаль Ріттенхауса
Медаль Ріттенхауса присуджується Астрономічним товариством Ріттенхауса за видатні досягнення в астрономії. Оригінальні медалі викарбували на честь 200-річчя з дня народження Девіда Ріттенхауса 8 квітня 1932 року. У 1952 році Астрономічне товариство Ріттенхауса заснувало срібну медаль, відливши її в тій самій формі, яка використовувалась для медалі до 200-річчя Ріттенхауса.
| Рік                 | Отримувач                        | Місце роботи                                                 |
| ------------------- | -------------------------------- | ------------------------------------------------------------ |
| Сертифікатна медаль |                                  |                                                              |
| 1933                | Френк Шлезінгер                  | Директор Єльської обсерваторії                               |
| 1934                | Роберт Грант Ейткен              | Директор Лікської обсерваторії                               |
| 1935                | Гарлоу Шеплі                     | Обсерваторія Маунт-Вілсон                                    |
| 1936                | Роберт МакМат                    | Директор обсерваторії МакМат-Галберт                         |
| 1937                | Ермін Лейшнер                    | Астрономічний відділ Берклі                                  |
| 1938                | Кнут Лундмарк                    | Професор астрономії Лундського університету, Швеція          |
| 1940                | Густавус Вінн Кук                | Директор обсерваторії Кука                                   |
| 1940                | Джон Міллер                      | Почесний директор Спроулівської обсерваторії                 |
| 1943                | Форест Рей Мультон               | Секретар Американської асоціації сприяння розвитку науки     |
| 1943                | Самуель Фельс                    | Благодійник і спонсор Фелсівського планетарію                |
| Срібна медаль       |                                  |                                                              |
| 1952                | Джерард Койпер                   | Директор Єркської обсерваторії                               |
| 1953                | Гарлоу Шеплі                     | Директор Гарвардської обсерваторії                           |
| 1954                | Отто Струве                      | Президент Міжнародного астрономічного союзу                  |
| 1955                | Гарольд Спенсер Джонс            | Королівський астроном Англії                                 |
| 1958                | Лайман Спітцер                   | Директор обсерваторії Прінстонського університету            |
| 1959                | Бенгт Стремгрен                  | Професор, Інститут перспективних досліджень, Прінстон        |
| 1960                | Фред Гойл                        | Плуміанський професор астрономії Кембриджського університету |
| 1961                | Сесілія Пейн-Гапошкіна           | Професор Гарвардського університету                          |
| 1965                | Пітер ван де Камп                | Директор Спраульської обсерваторії, Свортморський коледж     |
| 1966                | Мартін Шварцшильд                | Професор Прінстонського університету                         |
| 1967                | Гелен Гоґґ                       | Гарвардська обсерваторія                                     |
| 1968                | Елан Сендидж                     |                                                              |
| 1980                | Карл Саган                       |                                                              |
| 1988                | Керолін Шумейкер, Юджин Шумейкер |                                                              |
| 1990                | Клайд Томбо                      |                                                              |